# Alan Moore
Alan Moore, född 18 november 1953 i Northampton, är en brittisk författare mest känd för sina inflytelserika seriemanus, inklusive serieromanerna Watchmen (1986), tecknad av Dave Gibbons, From Hell tecknad av Eddie Campbell och V for Vendetta (1989), tecknad av David Lloyd. Han har även skrivit en roman, Voice of the Fire samt framfört performancekonst och spoken word med The Moon and Serpent Grand Egyptian Theatre of Marvels, av vilka vissa har givits ut på CD. Han slog igenom som förnyare av DC-förlagets Swamp Thing, vilken han tillförde en samhällsengagerad dimension och tog upp frågor om ekologi, rasism och vapenkontroll. På grund av sitt samhällskritiska skrivande har han kallats "The Orson Welles of Comics".
Moore har även författat minst tre seriealbum som filmatiserats: From Hell (med Johnny Depp i huvudrollen) och The League of Extraordinary Gentlemen (med Sean Connery i huvudrollen). I mars 2006 kom också filmatiseringen av albumet V for Vendetta med Natalie Portman och Hugo Weaving i huvudrollerna. Filmatiseringarna har till stor del skalat bort Moores karakteristiska lek med genrer och samhällskritiska undertext och är att betrakta som renodlade underhållningsfilmer.
Han har även skrivit en kortare serienovell om Batman, The Killing Joke, vilken återger Moores tolkning av skurken Jokerns bakgrundsberättelse. Då Jokern i serierna aldrig har haft ett bestämt ursprung, har denna tolkning blivit populär bland Batmanentusiaster.

## Biografi och privatliv

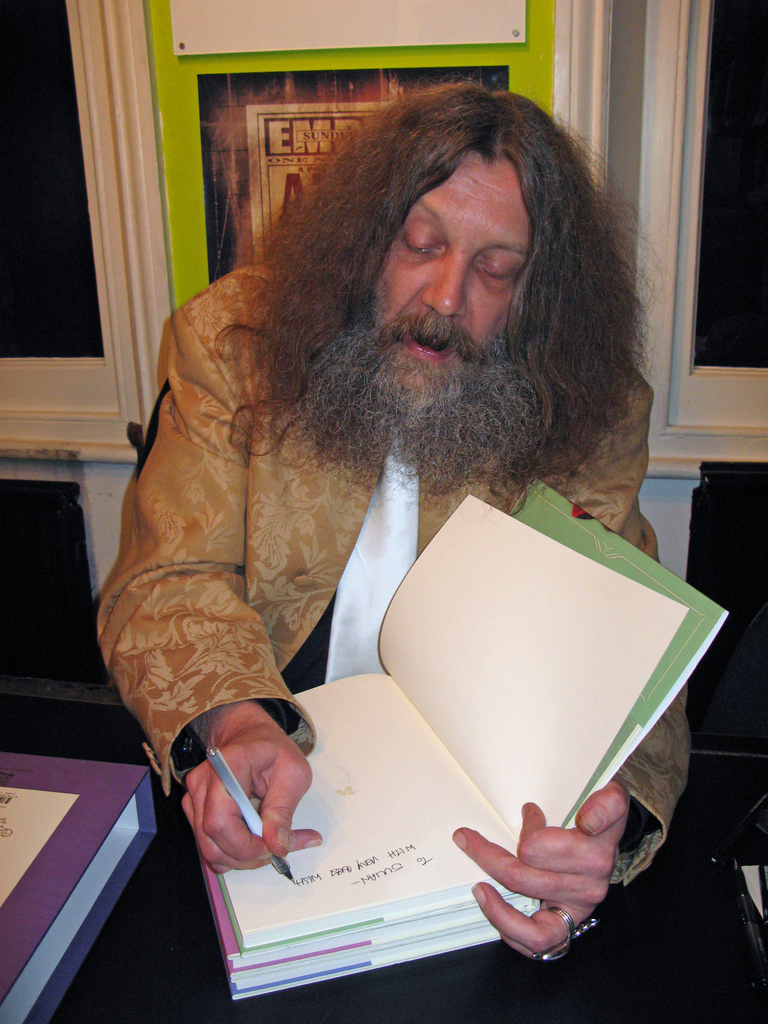
Alan Moore, 2008

Alan Moore är son till bryggeriarbetaren Ernest Moore och tryckerskan Sylvia Doreen. Han influerades av sin strikt religiösa farmor. Han växte upp i ett väldigt fattigt område, och blev avstängd från skolan vid 17 års ålder för langning av LSD och har senare beskrivit sig själv som "en av världens mest odugliga LSD-langare". Efter detta försökte han bli serietecknare men gick senare vidare till författarskapet. Han fick två döttrar, Amber och Leah, med sin första fru Phyllis. Paret hade även en gemensam älskarinna, Deborah Delano. Sedan Moore hade erhållit omfattande kommersiell framgång för sitt serieförfattarskap, beslöt han sig att vända ryggen åt mainstream-serier för att ägna sig åt att utveckla andra projekt. Tillsammans med sin fru och deras älskarinna startade han Mad Love Publishing år 1989. Företaget drabbades av en rad motgångar, varpå Phyllis och Deborah lämnade Alan att leva ensam med sina två döttrar.
Efter misslyckandena med sitt företag och sina förhållanden tvingades Moore att gå tillbaka till mainstream-serieförfattande men han vägrade att återvända till DC eller Marvel. Det dröjde dock inte länge förrän Moore åter igen nådde kommersiell kritikerrosad framgång. 1998 planerade Moore en hel seriebokssamling, senare känd som America's Best Comics, inom vilken han skulle komma att genomföra hela fem volymer helt själv.
I mars 2006 fullbordade Moore sin egenhändigt skrivna seriebokssamling, varpå han tillkännagav sitt beslut att åter igen ägna sig åt mindre kommersiella projekt. Under 2006 uppträdde han även i tv-kanalen BBC:s program The Culture Show, och medverkade i en kampanj för att försöka rädda Northamptons kommunala bostäder från att bli sålda till privata företag. I mars 2007 visade han sig även på en hyllningskonsert i Robert Anton Wilsons ära i Queen Elizabeth Hall.
Den 12 maj 2007 gifte han sig med Melinda Gebbie, som han samarbetat med till flera serier. Han är vegetarian, anarkist, magiker och ockultist, och han dyrkar en romersk ormgud vid namn Glykon.

## Seriekarriär

### Tidiga verk
Efter att ha hoppat av skolan tillbringade Moore de kommande åren med enklare arbeten, innan han gav sig in på en karriär som serietecknare under sena 1970-talet. Han skrev och tecknade undergroundseriestrippar för musikmagasin som NME under pseudonymen Curt Vile. Detta gjorde han ibland även tillsammans med sin vän Steve Moore (som han inte är släkt med). Under pseudonymen Jill de Ray startade han en veckovis utkommande serie kallad Maxwell the Magic Cat i tidningen Northants Post. Detta gjorde han fram till år 1986. Moore hävdade i inledningen till Acme Press samlade volymer av serien, att han gärna hade fortsatt teckna Maxwells äventyr på nästintill obestämd tid. Detta till dess att Northants Post tryckte en ledarartikel om homosexuellas plats i samhället. Som Alan senare föraktfullt observerade så verkade tidningen inte tycka att de skulle ha någon plats i samhället. Han avslutade omedelbart seriens produktion.
Efter att ha beslutat sig för att han inte skulle kunna förtjäna sitt uppehälle som tecknare bestämde han sig för att istället ägna sig åt skrivandet och försåg Marvel UK, 2000 AD och Warrior med manuskript. Hans första mainstreamserie var juniutgåvan 1979 av Hulken för Marvel UK (med David Lloyd som tecknare). Han fortsatte så med att skriva korta serier för Doctor Who Magazine och Star Wars Weekly, innan han gav sig in på en hyllad tid som författare av Captain Britain med tecknaren Alan Davis. För 2000 AD började han med att skriva unika Future Shocks och Time Twisters för att sedan gå vidare till serier som Skizz (E.T. på Alan Bleasdales vis) med tecknaren Jim Baikie, D.R. and Quinch (en sci-fiversion av tidningen National Lampoons karaktärer O.C. och Stiggs) och The Ballad of Halo Jones (den första serien av Alan Moore där handlingen kretsade runt en kvinnlig karaktär) med Ian Gibson. De två senaste visade sig bli två av de mest populära serierna som togs med i 2000 AD. Moore blev trots detta mer och mer oroad över sin brist på skaparrättigheter, och slutade 1986 helt att skriva för 2000 AD. Han lämnade då Halo Jones-historien oavslutad. Temat av gräl med förlag över principsaker skulle bli vanlig i Moores senare karriär.
Av allt hans arbete under den här perioden så var det hans projekt för Warrior som drog åt sig störst kritiskt erkännande: Marvelman (senare omdöpt till Miracleman av lagliga skäl). Detta var ett radikalt återskapande av en bortglömd 1950-talssuperhjälte. Han gjorde även V för Vendetta, ett dystopiskt pulp-äventyr om en flamboyant anarkist som klär sig som Guy Fawkes och bekämpar en framtida fascistisk brittisk regering, tecknad av David Lloyd, samt The Bojeffries Saga, en komedi om en brittisk arbetarklassfamilj bestående av vampyrer och varulvar, tecknad av Steve Parkhouse. Warrior lades ned innan dessa historier avslutades, men Moore fick möjligheten att senare avsluta dem med andra förläggare.

### Amerikansk mainstream
Moores brittiska verk ledde till att han blev uppmärksammad av DC Comics redaktör Len Wein som 1983 anlitade honom att skriva Swamp Thing som då var en dåligt säljande, standardiserad monsterserie. Moore, tillsammans med tecknarna Stephen R. Bisette, Rick Veitch och John Totleben, rekonstruerade och återuppfann karaktären, och tillsammans skapade de en serie av formellt experimentella historier som tog upp miljö- och socialfrågor vid sidan av skräcken och fantasyn. Serien var influerad av forskning om kulturen i Louisiana, vari serien utspelade sig. Moore återupplivade många av DC:s försummade magiska och övernaturliga karaktärer, inklusive Spectre, Demon, Phantom Stranger, Deadman med flera. Han introducerade även John Constantine, en engelsk magiker från arbetarklassen (vars utseende baserats på artisten Sting). John Constantine fick senare sin egen serie Hellblazer, som för tillfället[när?] är den serie från DC:s Vertigo-etikett som har publicerats kontinuerligt under längst tid.
Moores satsning med Swamp Thing var både kritiskt och kommersiellt framgångsrik, vilket inspirerade DC att anlita andra brittiska författare så som Grant Morrison, Jamie Delano, Peter Milligan och Neil Gaiman till att skriva serier i en liknande stil, ofta innebärande radikala förbättringar av obskyra karaktärer. De titlarna som därefter följde lade grunden för vad som kom att bli Vertigos tydliga uttryck. Moore själv skrev flera högprofilsserier för DC, bl. a. en annual med Stålmannen 1985 (For the Man Who Has Everything), den sista tvådelade Stålmannenberättelsen (Whatever Happened to the Man of Tomorrow?) innan John Byrne förändrade Stålmannenfiguren 1986, och serieromanen Batman: The Killing Joke tillsammans med tecknaren Brian Bolland.
Serien Watchmen som började 1986 samlades 1987 ihop till en bok och cementerade så sitt rykte. Föreställande sig hur världen skulle ha varit om superhjältar verkligen hade existerat sen 1940-talet skapade Moore och tecknaren Dave Gibbons ett kalla kriget-mysterium i vilket skuggan av ett kärnvapenkrig hotar världen. Hjältarna som har fastnat i denna eskalerande kris jobbar antingen för USA:s regering eller är fredlösa, och är motiverade till hjältedåd på grund av sina olika psykiska problem. Watchmen är icke-linjär och berättad ur flera synvinklar. Den innehåller formexperiment som den symmetriska designen i nummer 5, Fearful Symmetry, där sista sidan är en nästan exakt spegelbild av den första sidan, den näst sista av den andra och så vidare. Det är ett tidigt exempel på Moores intresse för den mänskliga uppfattningen av tid och dess konsekvens på fri vilja. Det är den enda serien som har vunnit Hugopriset i en engångskategori, ("Best Other Form") skapad i stort sett enbart för att uppmärksamma och erkänna dess excellens.
Tillsammans med någorlunda samtida verk så som Frank Millers Batman - mörkrets riddare, Art Spiegelmans Maus och Jamie och Gilbert Hernandez Love and Rockets var Watchmen del av en trend på sena 1980-talet som gick mot serier med mer vuxet innehåll. Moore blev en tillfällig mediakändis, och den resulterande uppmärksamheten ledde till att han bestämde sig för att dra sig tillbaka från kändisskapet och slutade visa sig på seriekonvent (det sägs att han på ett UKCAC blev följd in på toaletten av ivriga autografjägare). Marvelman trycktes om och fortsatte för den amerikanska marknaden som Miracleman, utgiven av det oberoende förlaget Eclipse Comics. Namnbytet var pådrivet av Marvel Comics klagomål över möjliga varumärkesöverträdelser. Trots copyrightdispyter med tecknare och anklagelser mot förlaget om utebliven betalning avslutade Moore tillsammans med tecknarna Chuck Austen, Rick Veitch och John Totleben sin berättelse för att sedan ge karaktären till författaren Neil Gaiman och tecknaren Mark Buckingham. Frågan om vem som har äganderätten för karaktären är fortfarande ganska dunkel. Moore och Lloyd tog V för Vendetta till DC, där den blev nytryckt, färglagd och släppt som en serieroman.
1987 lade Moore fram ett förslag till en miniserie vid namn Twilight of the Superheroes, där titeln var en ordvits baserad på namnet på Richard Wagners opera Ragnarök (som heter Twilight of the Gods på engelska). Serien utspelade sig i ett framtida DC-universum, där världen styrs av olika superhjältedynastier, inklusive House of Steel (lett av Stålmannen och Mirakelkvinnan) och House of Thunder (lett av Marvelfamiljen). Dessa två hus är på väg att förenas i ett dynastiskt äktenskap, med deras gemensamma makt som ett potentiellt hot mot friheten. Andra karaktärer, inklusive John Constantine, försöker stoppa det och befria mänskligheten från superhjältarnas makt. Serien skulle även ha återställt DC-universums multipla jordar, vilka hade blivit eliminerade i den kontinuitetsöverseende serien Crisis on Infinite Earths. Serien gavs aldrig klartecken, men kopior av Moores detaljerade anteckningar har dykt upp på internet och i tryck trots DC:s ansträngningar; de anser förslaget vara deras egendom. Liknande element, såsom konceptet hypertid har sedermera dykt upp i DC-serier. Miniserien Kingdom Come av Mark Waid och Alex Ross från 1996 utspelade sig även den i en superhjältekonflikt i DC-universums framtid. Waid och Ross har båda påstått att de hade läst förslaget till Twilight, men att de eventuella likheterna både är små och oavsiktliga.
Moores relation till DC hade gradvis försämrats gällande frågor om skapanderätt och marknadsföring. Moore och Gibbons fick inga royalties från merchandise för en Watchmen-spinoff, eftersom DC hävdade att de var till i reklamsyfte. En grupp serieskapare, inklusive Moore, Frank Miller, Marv Wolfman och Howard Chaykin kom ihop sig med DC över ett förslag om ett system för åldersgränser liknande det som används för film. Efter att ha avslutat V för Vendetta 1989 slutade Moore att arbeta för DC.

### Självständig period
Moore arbetade på ett flertal olika projekt med oberoende förläggare, exempelvis Brought to Light, en historia om hemliga CIA-operationer med tecknaren Bill Sienkiewicz, och en antologi, AARGH (Artists Against Rampant Government Homophobia), som var del i en kampanj mot antihomosexuell lagstiftning. Moore gav ut den senare tillsammans med sin fru Phyllis Moore och deras älskarinna Deborah Delano genom deras nystartade förlag Mad Love Publishing.
Driven av serietecknaren och självpubliceringsförespråkaren Dave Sim använde så Moore Mad Love Publishing för att ge ut sitt nästa projekt, Big Numbers, vilket var en föreslagen serie om tolv nummer som skulle utspela sig i nutida Northampton och som inspirerades av kaosteorin och av Benoît Mandelbrots matematiska idéer. Bill Sienkiewicz illustrerade storyn i en målad stil som förlitade sig starkt på fotografisk referens. Efter två nummer lämnade Sienkiewicz serien. Det blev sagt att hans assistent skulle ersätta honom, men inga fler nummer utkom.
Moore bidrog med två följetonger till skräckantologin Taboo, utgiven av Stephen R. Bisette. From Hell undersökte morden runt Jack Uppskäraren som ett mikrokosmos av 1880-talet, och 1880-talet som roten till 1900-talet. Inspirerad av Douglas Adams roman Dirk Gentlys holistiska detektivbyrå resonerade Moore att för att holistiskt kunna lösa ett brott skulle man behöva lösa hela samhället som brottet uppstod i, och avbildar morden som en konsekvens av den tidens politik och ekonomi. I stort sett varenda betydelsefull figur från den tiden kopplas ihop med händelserna på ett sätt eller annat, inklusive Elefantmannen Joseph Merrick, Oscar Wilde, den indianske författaren Black Elk, William Norris, konstnären Walter Sickert, och Aleister Crowley som gör ett kort framträdande som ung pojke. Jack Uppskäraren utför sina mord som ockulta ritualer, skapade för att upprätthålla hegemonin av det rationella och maskulina över det omedvetna och feminina. Boken utforskar även Moores idéer om uppfattningen av tid, som tidigare berörts i Watchmen. Illustrerad i en passande kolkrits- och bläckstil av Eddie Campbell tog From Hell nästan tio år att slutföra, den överlevde Taboo och gick genom ytterligare två förlag innan den samlades ihop som en serieroman av Eddie Campbell Comics. En filmversion av serien regisserad av Albert och Allen Hughes kom ut 2001.
Lost Girls med konstnären Melinda Gebbie är en erotisk serie som utforskar möjliga sexuella betydelser i Alice i Underlandet, Peter Pan och Trollkarlen från Oz. En samlingsutgåva publicerades i augusti 2006 i USA, men en tvist rättighetsinnehavaren Peter Pan fram till 2008 förhindrade utgivande i Storbritannien innan dess.
Han skrev även serieromanen A Small Killing, illustrerad av Oscar Zarate om en en gång idealistisk reklamchef som är jagad av sitt barndomsjag. Den gavs 1988 ut av Mad Love, och kom som nyutgåva 2003.
I och med det att Moores högt förutsedda Big Numbers stoppades efter två nummer, plus att hans personliga relationer höll på att komma till ett slut (slutligen med att Phyllis och Deborah lämnade honom och flyttade) löstes Mad Love upp.

### Återvändandet till mainstream
Efter flera år utanför mainstream arbetade sig Moore tillbaka till superhjälteserierna genom att skriva flera serier för Image Comics och de förlag som senare lösgjorde sig därifrån. Han kände att hans inflytande över tecknade serier på många sätt hade varit skadlig. Istället för att hämta inspiration från de mer innovativa aspekterna av hans arbete, hade skapare som följde i hans fotspår endast tagit efter våldet och grymheterna. Som en reaktion på superhjältegenrens övergivande av sin oskuldsfullhet, skapade Moore 1993 tillsammans med tecknarna Stephen R. Bissette, Rick Veitch och John Totleben serien 1963 som är en pastisch på Marvels tidiga verk.
Genom att hämta inspiration från tidiga upplagor av Spider-Man, Doctor Strange, Iron Man, Fantastic Four och Avengers skrev Moore tidstypiska serier, inklusive periodens sexistiska och pro-kapitalistiska inställning. Detta, trots att det skrevs seriöst, verkade förlegat för 90-talspubliken. Det fanns även ett stort mått självbefrämjande, vilket var en satir på Marvels svulstiga ledarkolumner och på Stan Lees principer.
Serien skulle ha avslutats med en årsbok i vilken hjältarna reser till 1990-talet för att möta de grymma, extremt våldsamma Image Comics-avkommorna. Hjältarna från 1963 skulle ha blivit djupt chockade över sina ättlingar, till och med över förändringarna inom konsten från fyra färger till gråskuggning skulle ha blivit kommenterade. Årsboken blev aldrig till på grund av tvister mellan Image Comics och skaparteamet.
Efter 1963 arbetade Moore med Jim Lees WildC.A.T.s och ett antal av Rob Liefelds titlar, inklusive Supreme, Youngblood och Glory, då han gjorde om ibland elementära och derivativa karaktärer och spelplatser till mer livskraftiga serier. I Moores händer blev Supreme, Liefelds våldsamma Stålmannenmotsvarighet, en fyndig postmodern hyllning till superhjälteserier från 40-talet, speciellt Stålmannenserier från Mort Weisinger-eran. Återblickar till karaktärens tidigare äventyr kommenterar serieteckningshistoria, historieberättande och Stålmannenmyten.

### America's Best Comics
Efter att ha jobbat med Jim Lees serie WildC.A.T.s skapade Moore America's Best Comics, en ny grupp av karaktärer som skulle ges ut av Lees förlag Wildstorm.
The League of Extraordinary Gentlemen var den första serien som gavs ut under ABC-fanan, och de illustrerades av Kevin O'Neill. Det var en samlingsberättelse med diverse karaktärer ur viktorianska äventyrsromaner så som Allan Quatermain från H. Rider Haggards böcker, H. G. Wells Den osynlige mannen, Jules Vernes Kapten Nemo, Robert Louis Stevensons Dr. Jekyll och Mr. Hyde, och Wilhelmina Murray från Bram Stokers Dracula. I den första volymen i serien mötte gruppen Professor Moriarty från Sherlock Holmes-böckerna, i den andra marsianerna från Världarnas Krig. Den tredje volymen The Black Dossier kom ut i november 2007, men det har rapporterats att copyrightproblem kommer förhindra den från att ges ut eller distribueras utanför USA. Det kom även ut en film 2003 där Sean Connery spelade Quartermain. Den här serien är det enda arbetet inom America's Best Comics som Moore och O'Neill fortfarande innehar upphovsrätten till.
Tom Strong är en postmodern superhjälteserie som i lika stora delar parodierar och hyllar superhjältegenren. Den presenterar en hjälte som är inspirerad av karaktärer från serier som kom före Stålmannen, så som Doc Savage och Tarzan. Karaktären hade genom diverse medicinering lyckats förlänga sitt liv, vilket tillät Moore att inkludera tillbakablickar till Strongs äventyr alltigenom hela 1900-talet, skrivna och tecknade i tidstypiska stilar, som en kommentar angående serietecknandets historia och s.k. pulp fiction. Den huvudsaklige tecknaren var Chris Sprouse.
Top 10, en s.k. "deadpan" polisdeckarkomedi som utspelar sig i en stad där alla, från poliser till kriminella till civilpersoner och till och med husdjur har superkrafter, tecknades av Gene Ha och Zander Cannon. Serien slutade efter tolv nummer, men födde tre spin-offs: miniserien Smax, tecknad av Cannon, Top 10: The Forty-Niners, en serieroman tecknad av Ha, samt Top 10: Beyond the Farthest Precinct, en uppföljare skriven av Paul Di Filippo och tecknad av Jerry Ordway.
Promethea, en superhjältinna tecknad explicit utifrån fantasins värld av J. H. Williams III, utforskade Moores idéer om medvetenhet, mysticism, magi, écriture féminine och Kabbala.
Tomorrow Stories var en antologiserie med en fast rollbesättning, med karaktärer som Cobweb, First American, Greyshirt, Jack B. Quick och Splash Brannigan.
Innan utgivningen sålde Lee förlaget Wildstorm till DC, och Moore fann sig i den obekväma situationen att arbeta för DC igen. Wildstorm försökte blidka honom genom att skapa en slags "brandvägg" för att isolera Moore mot DC:s bolagschefer, så att hans serier kunde ges ut av Wildstorm utan att nämna DC. Han blev även försäkrad om att bolagscheferna skulle hålla sig utanför hans arbete. Trots detta fortsatte olika incidenter att irritera Moore. I League of Extraordinary Gentlemen nummer 5 orsakade en äkta vintagereklam för en douche av märket Marvel DC-chefen Paul Levitz att beordra att en hel upplaga skulle förstöras för att i nytrycket byta ut "Marvel" mot "Amaze", enligt hans påstående för att undvika friktion mellan DC och Marvel Comics. En Cobweb-berättelse som Moore skrev för Tomorrow Stories nummer 8, som innehöll referenser till L Ron Hubbard, grundaren av scientologi och Jack Parsons Babalon Working stoppades av DC Comics. Ironiskt nog avslöjades det senare att de redan givit ut en version av samma händelse i deras Paradox Press-volym The Big Book of Conspiracies.
Moore planerade miniserien Albion för Wildstorm under DC Comics. Serien är skriven av hans dotter Leah Moore och hennes make John Reppion.

## Dispyter

### Serier

#### Marvel
Moore hamnade i gräl med Marvel Comics på 1980-talet när de hade nytryckt en del av hans Marvel UK-material utan hans tillåtelse. Efter det blockerade han alla ytterligare nytryck. Detta ledde till en dispyt med hans medarbetare på Captain Britain, tecknaren Alan Davis, eftersom han nekades nytrycksarvoden och exponering av sitt arbete. År 2002 försökte Marvel Comics chefredaktör Joe Quesada övertyga Moore att bidra med nytt material (Moore hade då redan bidragit till Marvels 9/11-hyllning Heroes) och övertygade honom om att förlaget hade förändrats. Moore gick med på utgivandet av ett nytryck av hans Captain Britain-berättelser, med överenskommelsen att han skulle få fullt erkännande för sina karaktärer. Emellertid utelämnades Moores erkännande. Trots Quesadas ursäkter och förklaring att utelämnandet var ett tryckfel och att utelämnandet korrigerades i följande upplagor förklarade Moore att han inte längre tänkte arbeta för Marvel. Det har även rapporterats att Moore inte såg med blida ögon på att den amerikanska utgåvan av hans Marvelman-material döptes om.

#### DC
Moore har även haft tvister med DC Comics, vilket ledde till att han i slutet av 80-talet beslöt sig för att inte arbeta med dem längre. Bland anledningarna till oenigheterna nämns bl.a. DC:s planer på att upprätta ett "mogna läsare"-märke för vissa böcker de gav ut; att förlaget höll Watchmen och V för Vendetta i tryck mycket längre än originalpubliceringen vilket förhindrade rättigheterna till verken från att återgå till Moore och Gibbons; samt att DC vägrade betala Moore och Gibbons några royalties för produkter som förlaget ansåg vara "kampanjmaterial" för Watchmen. (Som ett resultat av detta lyckades Moore och Gibbons förhindra att några actionfigurer gjordes till Watchmens 15-årsjubileum år 2000, såväl som en inbunden jubileumsutgåva). Efter de senaste grälen mellan Moore och DC - och seriens 20-årsjubileum - kom den överdimensionerade upplagan av Absolute Watchmen ut år 2005.
Vidare har det blivit allmän kännedom att Moores dispyter med DC om de eviga publikationsrättigheterna till Watchmen och V för Vendetta tillät de författare som följde honom (till exempel Neil Gaiman) att förhandla fram bättre avtal; det som gjorde att Moore uppfattade sig illa behandlad adresserades i kontrakt skrivna mellan andra parter, men togs aldrig retroaktivt upp till Moores tillfredsställelse.
Efter hans tidigare gräl med DC och hans uttalade avsikt att aldrig mer arbeta med dem, kom Moore ändå att arbeta för DC genom ombud, i och med det att DC köpte upp Jim Lees Wildstorm studios. Det har rapporterats att Lee och redaktören Scott Dunbier flög till England för att personligen försäkra den missbelåtne Moore om att han inte skulle komma att påverkas av uppköpet, och att han inte skulle behöva handskas med DC direkt. I en intervju med seriemagasinet Wizard tolkade Moore detta att betyda "ingen DC-reklam i ABC-serier. Inga checkar skrivna till honom från DC. Ingen kommunikation med DC:s redaktörer över huvud taget." Trots att det har antytts att han övervägt att bryta sitt kontrakt med Wildstorm efter uppköpet så rapporteras det även om hans ovilja att beröva sina konstnärliga kollegor arbete. Moores hopp at DC inte skulle lägga sig i hans ABC-projekt krossades när delar av två av hans serier (The League of Extraordinary Gentlemen nummer 5, omslaget daterat juni 2000, och Tomorrow Stories nummer 8, januari 2001) ändrades både före och efter tryckning. Promethea nummer 22 drabbades även den av friktion, då ett par rutor var censurerade, men dessa återställdes inför samlingsvolymen.

#### FilmenThe League of Extraordinary Gentlemen
Filmversioner av Moores verk visade sig också bli kontroversiella. Med From Hell och The League of Extraordinary Gentlemen var Moore nöjd med att låta filmmakarna göra vad de ville med materialet och höll sig helt utanför processen. Han sade att "så länge jag kan distansera mig själv genom att inte se dem" så kunde han tjäna på filmerna och samtidigt låta originalserierna förbli orörda. Han sade att han "var säker på att ingen skulle blanda ihop de två. Detta var förmodligen naivt av mig."
Hans attityd förändrades i och med det att regissören Martin Poll och manusförfattaren Larry Cohen stämde 20th Century Fox. De påstod att filmen The League of Extraordinary Gentlemen plagierade ett oproducerat manus de hade skrivit med namnet Cast of Characters. Trots att de båda manuskripten innehåller många likheter så har de flesta av dessa element lagts till för filmens skull och ingår inte i Moores serier. Moore sade att "de verkade tro att chefen för 20th Century Fox hade ringt upp mig, övertalat mig att stjäla detta filmmanus, göra om det till en serietidning som de sedan kunde anpassa till film, enbart för att mörklägga småaktigt tjuveri." Moore avlade ett vittnesmål då han konstaterade att han gissade att han skulle ha blivit bättre behandlad om han hade "antastat och mördat en busslast med efterblivna barn efter att ha givit dem heroin". Moore blev förolämpad av att Fox gjorde en uppgörelse med Poll och Cohen, då han tolkade detta som ett erkännande till skuld.
Moores reaktion blev att han tog ut skilsmässa från filmvärlden: han vägrade att ge tillåtelse till filmanpassningar av något av sina verk till vilka han ägde hela copyrighten. I de fall där andra innehade rättigheterna drog han tillbaka sitt namn från erkännanden och vägrade ta emot betalning. Istället begärde han att pengarna skulle gå till hans medarbetare, det vill säga tecknarna. Detta arrangemang användes för filmen Constantine, som var baserad på Hellblazer.

#### FilmenV för Vendetta
Sista droppen kom när producenten Joel Silver, under Warner Bros presskonferens för filmversionen av V för Vendetta, sade att hans medproducent Lana Wachowski hade pratat med Moore och att "han (Moore) var väldigt upphetsad över det [Lana] hade att säga". Moore hävdar att han till Wachowski sa "att jag ville inte ha något att göra med filmer... jag var inte intresserad av Hollywood," och krävde att DC Comics skulle tvinga Warner Bros att utfärda ett offentligt tillbakadragande och ursäkt för Silvers "skriande lögner", trots att Silver själv verkade ha blivit ljugen för av Lana Wachowski. Fastän Silver ringde upp Moore för att direkt be om ursäkt så utfärdades inget offentligt tillbakadragande. Moore citerades sägande att "filmen hade intrigluckor så stora att man inte hade kommit undan med det i Whizzer and Chips (brittisk serietidning 1969-1980) och klagade på tillägg som förekommer i filmen så som maträtten eggy in a basket, vilket han såg som dålig research i ett försök att få en amerikansk rätt att låta brittisk. Moore meddelade åter igen att han inte tänkte arbeta med DC, som ägs av Warner Bros.
Denna senaste konflikt mellan Moore och DC Comics ledde till att New York Times publicerade en artikel om Moore den 12 mars 2006, fem dagar innan filmen släpptes på biograferna i USA. I artikeln förklarade Silver att han hade träffat Moore och Gibbons 20 år innan filmen gavs ut, då han erhöll filmrättigheterna till V for Vendetta och Watchmen. Silver sa att "Alan var udda, men han var entusiastisk och uppmuntrade oss att göra detta. Jag trodde dåraktigt nog att han skulle fortsätta att känna så, och insåg inte att han skulle komma att ändra sig." Moore förnekade inte detta möte med Silver, inte heller motsade han sig Silvers karakterisering av Moore under det mötet, eller påstod att han hade meddelat Silver om sin ändrade åsikt under de kommande 20 åren. New York Times-artikeln intervjuade även David Lloyd angående Moores reaktion till filmens produktion, och där stod att "Mr. Lloyd, illustratören av V för Vendetta, fann även han det svårt att sympatisera med Mr. Moores protester. När han och Mr. Moore sålde filmrättigheterna till serieromanen så "gjorde vi det inte oskuldsfullt eller naivt. Varken jag eller Alan trodde att vi skrev över rättigheterna till ett gäng styrelsemedlemmar som skulle se efter dem som Dödahavsrullarna."
Nysläppet av V för Vendetta i inbunden version i koppling till filmen gjorde Alan "rosenrasande" när han upptäckte att det var ett tryckfel på bakpärmen. Enligt Moore slängde han sina exemplar av boken i en sopcontainer, "eftersom de inte var värda att återvinnas" och var upprörd över bristen på standard.

#### Resultat
Som resultat av Moores dispyter med DC (och senare Warner Bros), vilka nådde sin kulmen i och med V för Vendetta, tillkännagav han att The League of Extraordinary Gentlemen: Black Dossier, en inbunden serieroman, skulle bli hans sista för förlaget, och vidare avsnitt skulle komma att ges ut via Top Shelf Productions och Knockabout Comics. Moore har även förklarat att han vill att hans namn ska tas bort från alla verk han inte äger, inklusive Watchmen och V för Vendetta, mycket liknande hur missnöjda filmregissörer väljer att förekomma som "Alan Smithee".

## Priser och erkännanden
Moore har vunnit ett flertal Jack Kirby-priser under sin karriär, inklusive för Bästa singelnummer för Swamp Thing Annual nummer 2 år 1985 med John Totleben och Steve Bissette, för Bästa kontinuerliga serie för Swamp Thing år 1985, 1986 och 1987 med Totleben och Bissette, Bästa författare för Swamp Thing år 1985 och 1986 och för Watchmen år 1987, och med Dave Gibbons för Bästa Ändliga Serie och Bästa författare/tecknare (ensam eller team) för Watchmen år 1987.
Moore har blivit nominerad för Comics Buyer's Guide Fan-priset flera gånger, och vunnit Favoritförfattare år 1985, 1986, 1987, 1999, och 2000. Han vann även CBG Fan Award-priset för Favorite Comic Book Story (Watchmen) år 1987 och Favorite Original Graphic Novel or Album (Batman: The Killing Joke med Brian Bolland) år 1988.
Han mottog Harvey-priset för Bästa författare år 1988 (för Watchmen), år 1995 och 1996 (för From Hell), år 1999 (för hans "body of work", inklusive From Hell och Supreme), år 2000 (för The League of Extraordinary Gentlemen), och år 2001 och 2003 (för Promethea).
Ytterligare mottog han nomineringar till 1985 års Jack Kirby-pris för Best Single Issue för Swamp Thing nummer 32 med Shawn McManus, 1985 års Jack Kirby-pris för Best Single issue för Swamp Thing nummer 34 med John Totleben och Steve Bissette, en 1986 års Jack Kirby-nominering för Best Single Issue för Superman Annual nummer 11 med Dave Gibbons, en 1986 års Jack Kirby-nominering för Best Single Issue för Swamp Thing nummer 43 med Stan Woch, en 1986 Jack Kirby-nominering för Bästa Författare/Tecknare (ensam eller grupp) för Swamp Thing med Bissette, 1987 års Jack Kirby-nominering för Best Single Issue för både Watchmen nummer 1 och 2 med Dave Gibbons, och Comics Buyer's Guide-priset för Favoritförfattare år 1997, 1998, och 1999.
Han har även mottagit Will Eisner-priset för Bästa Författare nio gånger sen 1988, samt ett flertal internationella priser.
År 1988 vann Moore och tecknaren Dave Gibbons ett Hugo-pris i kategorin Other Forms för Watchmen. Kategorin skapades enbart för det året, via ett sällan använt villkor som tillåter Committee of the Worldcon att skapa de temporära ytterligare kategorier de känner är lämpliga (ingen följande kommitté har valt att upprepa denna kategori).
År 2005 hade Watchmen äran av att vara den enda tecknade serie som kom med på Time Magazines "All-Time 100 Novels"-lista, sida vid sida med verk så som Moment 22, Sagan om ringen, 1984, En förlorad värld och Dödssynden.

## Verk inom andra medier

### Romaner, poesi och andra böcker
Moore har skrivit en roman, Voice of the Fire, vilken är en novellsamling om sammanlänkade händelser i hans hemstad Northampton genom århundraden, från bronsåldern till nutid. Han arbetar för närvarande[när?] på sin andra roman, Jerusalem, vilken även den kommer att utspela sig i Northampton. Hans tidigare planerade prosaiska verk A Grammar har övergivits.
Serieförläggaren Tom Shelf har givit ut en inbunden upplaga av Moores långversionsdikt The Mirror of Love år 2006, med nya fotografier av José Villarubia. Dikten trycktes ursprungligen i välgörenhetsboken Artists Against Rampant Government Homophobia och illustrerades där av Steve Bissette och Rick Veitch.
Moore har även skrivit noveller. The Courtyard gavs ut i The Starry Wisdom: A Tribute to H.P. Lovecraft; A Hypothetical Lizard gavs ut som en del av en fantasyantologi kallad Liavek: Wizards Row där olika författare skrivit historier som utspelar sig i samma värld. Båda berättelserna har blivit anpassade till serieform av författaren Antony Johnston och utgivits av Avatar Press.
År 2006 skrevs ett verk kallat Alphabets of Desire av Moore, som designades och producerades av serietextförfattaren Todd Klein som ett 11" x 17"-tryck, signerat och begränsat till en upplaga om 500 exemplar och enbart tillgängligt genom Kleins blogg. Upplagan sålde snabbt slut, och en andra upplaga gick upp till försäljning den 6 mars 2006. Den är också begränsad till 500 exemplar.

### Film
Moore har skrivit ett filmmanus, med titeln Fashion Beast, vilket är löst baserat på både Jean Cocteaus version av Skönheten och Odjuret och på modedesignern Christian Diors liv. Manuskriptet beställdes av Sex Pistols före detta manager Malcolm McLaren. Det väntar ännu på att bli filmat.
Moore deltog och innehade huvudrollen i dokumentärlångfilmen The Mindscape of Alan Moore, regisserad av Dez Vylenz. Det är den enda långfilmsproduktionen han har samarbetat med, och givit tillstånd till användningen av hans material.

### Artiklar
Moore har skrivit artiklar om serier, musik och magi. År 2006 publicerade han en åtta sidor lång artikel där han spårade pornografins historia och hävdade att ett samhälles svängningar och framgångar knyter an till dess tillåtande och förståelse för sexuella frågor. Han fördömde att den moderna pornografi som finns överallt fortfarande vitt och brett anses skamlig, och krävde en ny och mer konstnärlig pornografiform som skulle kunna bli öppet diskuterad och ha en välgörande effekt på samhället.

### Musik
Han har även gjort korta inhopp i musikens värld. På 80-talet startade han ett band som hette The Sinister Ducks med Bauhaus basist David J och Max Akropolis. De släppte en singel, March of the Sinister Ducks (med omslaget gjort av Kevin O'Neill) under pseudonymen Translucia Baboon. Moore och David J släppte även en 12-tummare innehållande en inspelning av "This Vicious Cabaret" från V för Vendetta. Han har även uppträtt med Northamptonbandet Emperors of Ice Cream. Fler av hans låtar har blivit anpassade till serieform, först av Caliber Comics i Negative Burn (senare samlade i Alan Moore's Songbook), och senare av Avatar i Alan Moore's Magic Words och Alan Moore's Yuggoth Culures and Other Growths.
För 2007 års serieroman The League of Extraordinary Gentlemen: Black Dossier spelade Moore in ett par låtar till en 7"-singel, då han gav sig ut för att vara "Eddie Enrico and his Hawaiian Hotshots". De två låtarna (av vilka en refereras till i materialet) heter "Immortal Love" och "Home with You". De var först tänkta att tas med i den första inbundna utgåvan, men hölls sedan tillbaka för att tas med i den "fullständiga upplagan".
Moore var medförfattare till låten Leopardman At C&A med Mick Collins till albumet We Have You Summoned med Collins band The Dirtbombs.

### Magi
Moore är en praktiserande magiker. Han dyrkar en romersk ormgud vid namn Glykon. Han beskriver sin uppfattning av magi som fundamentalt synonym med konst: användningen av ord, bilder och handlingar för att påverka folk och deras tankesätt. Han utför unika "workings" (ett ord som inom rituell magi betyder en planerad serie magiska handlingar) vilket kombinerar ritualistiska och performance art-element med spoken word-prosa, läst av Moore som en del av en performance art-grupp The Moon and Serpent Grand Egyptian Theatre of Marvels. Flera av deras verk har givits ut på cd, och två av dem, The Birt Caul och Snakes and Ladders har anpassats till serier av Eddie Campbell.

### TV
Moore spelade sig själv i 2007 års Simpsons-avsnitt "Husbands and Knives", tillsammans med Jack Black och andra serietidningsförfattare så som Daniel Clowes och Art Spiegelman. Det här avsnittet sändes första gången på Moores 54-årsdag, men han spelade in sina repliker i oktober 2006. Moore är en beundrare av serien. I den rollen blev han förbannad när Milhouse ber om en autograf av "Watchmen Babies in V for Vacation". I avsnittet uppges det också att han har skrivit en berättelse för Radioactive Man.